# Camilla Høy-Jensen
Camilla Høy (født 17. april 1980) er journalist og fra 1. februar 2014 ansat som først Pressechef, så Kreativ udviklingschef og nu Forlagschef for skønlitteratur hos JP/Politikens Forlag.
Uddannet journalist fra Syddansk Universitet i Odense i januar 2007 og har været i praktik på Politiken siden 2005, hvor hun fortsatte som kulturjournalist frem til 2010.
Var fra 2010-2014 PR-ansvarlig for Den Kongelige Ballet.
Har siden 2020 siddet i bestyrelsen hos København Danser.
Sidder i Bogforums Messeudvalg for Danske forlag.
Hun er desuden medforfatter til biografien Angående Alex (Politikens Forlag, 2007) om grevinde Alexandra.